# Chrysobythidae
Chrysobythidae (лат.) — семейство вымерших хризидоидных ос. 5 вымерших видов. Бирманский янтарь (меловой период, Мьянма, Юго-Восточная Азия).

## Описание
Мелкие осы (длина тела 3—6 мм). Голова с поверхностной срединной линией, которая делит отдел на две половинки; глаза выпуклые, занимают большую часть боковой линии головы; мандибулы равномерно широкие по всей длине, жевательный край с пятью зубцами; нижнечелюстные щупики 6-члениковые, а нижнегубные состоят из 3 сегментов (формула 6,3); клипеус выпуклый, субквадратный с прямым нижним краем; места прикрепления усиков направлены вниз; длина цилиндрического скапуса не больше его двукратной максимальной ширины; усики 11-члениковые. Передний склон пронотума круто отвесный, боковые доли достигают тегул, задний край вогнутый, воротничок переднеспинки спереди окаймлённый поперечным килем; мезоскутум короче пронотума. Формула голенных шпор: 1-2-2. Переднее крыло с шестью закрытыми ячейками:
костальная, радиальная, 1-я кубитальная, 1-я медиальная, 1-я радиальная 1 (субмаргинальная),
2-я радиальная 1 (маргинальная); жилка М с первой прямой абсциссой; заднее крыло с редуцированным жилкованием, представлено только жилками Sc + R.

## Классификация
3 рода и 5 видов. Впервые были найдены в бирманском янтаре в Hukawng Valley (Мьянма). Возраст находок около 100 млн лет (меловой период).
- Aureobythus
  - A. decoloratus
  - A. punctatus
  - A. villosus
- Bethylochrysis
  - B. clypeata
- Chrysobythus
  - C. areolatus